# Campeonato Provisorio 1926
Nessun campionato venne organizzato dalla lega uruguayana nel 1926, ma fu il Consejo Provisorio a organizzare un torneo. Tale campionato era formato da dieci squadre e il Peñarol vinse il titolo. Tuttavia questo campionato non viene considerato ufficiale.

## Classifica finale
| Pos. | Squadra              | G  | V  | N | P  | GF | GS | Punti |
| ---- | -------------------- | -- | -- | - | -- | -- | -- | ----- |
| 1    | Peñarol              | 18 | 13 | 5 | 0  | 27 | 5  | 31    |
| 2    | Montevideo Wanderers | 18 | 11 | 3 | 4  | 35 | 17 | 25    |
| 3    | Rampla Juniors       | 18 | 12 | 1 | 5  | 29 | 14 | 25    |
| 4    | Nacional             | 18 | 11 | 2 | 5  | 36 | 16 | 24    |
| 5    | Lito                 | 18 | 10 | 4 | 4  | 42 | 20 | 24    |
| 6    | Central              | 18 | 8  | 2 | 8  | 24 | 25 | 18    |
| 7    | Liverpool            | 18 | 5  | 3 | 10 | 16 | 25 | 13    |
| 8    | Belgrano             | 18 | 4  | 2 | 12 | 19 | 32 | 10    |
| 9    | Uruguay Onward       | 18 | 3  | 2 | 13 | 15 | 45 | 9     |
| 10   | Universal            | 18 | 1  | 0 | 17 | 10 | 54 | 2     |

G = Partite giocate; V = Vittorie; N = Nulle/Pareggi; P = Perse; GF = Goal fatti; GS = Goal subiti; 